# Tenuipalpus morianus
Tenuipalpus morianus är en spindeldjursart som beskrevs av Meyer 1993. Tenuipalpus morianus ingår i släktet Tenuipalpus och familjen Tenuipalpidae. Inga underarter finns listade i Catalogue of Life.